# Aldo Rizzo
Aldo Sebastiano Rizzo (Palermo, 24 maggio 1935 – Palermo, 9 novembre 2021) è stato un politico e magistrato italiano.

## Biografia
Giudice istruttore al tribunale di Palermo, nei primi anni '70 si occupò del processo ai 114 boss della «nuova mafia» (Bontate, Badalamenti, Liggio, Buscetta ed altri), e quello per il sequestro dell'ingegnere Luciano Cassina, nel quale ebbe modo di raccogliere le confessioni di Leonardo Vitale, uno dei primi collaboratori di giustizia della storia di Cosa nostra.
È stato inoltre membro del Consiglio superiore della magistratura dal 1976 al 1979.
Proprio nel 1979 lascia la magistratura e sceglie di candidarsi alle elezioni politiche alla Camera dei deputati nella lista del PCI, venendo eletto nel collegio Sicilia orientale e aderendo al gruppo degli Indipendenti di sinistra. Rieletto nel 1983 e nel 1987, ma nel collegio Sicilia occidentale, è segretario del consiglio di presidenza della Camera.
È eletto da indipendente nella lista del PCI prima e del PDS poi al consiglio comunale di Palermo. Durante la cosiddetta primavera di Palermo è nominato vicesindaco in due giunte esacolore guidate da Leoluca Orlando. 
Nel marzo 1992 lascia il PDS, di cui era presidente regionale in Sicilia, perché non ricandidato alla Camera. 
Nell'estate del 1992 è eletto sindaco di Palermo dopo 45 anni di sindaci democristiani, ma lo resta solo fino al dicembre successivo.
Tornato in magistratura, diviene giudice della Cassazione.
Muore il 9 novembre 2021 a 86 anni.